# Siêu dẫn

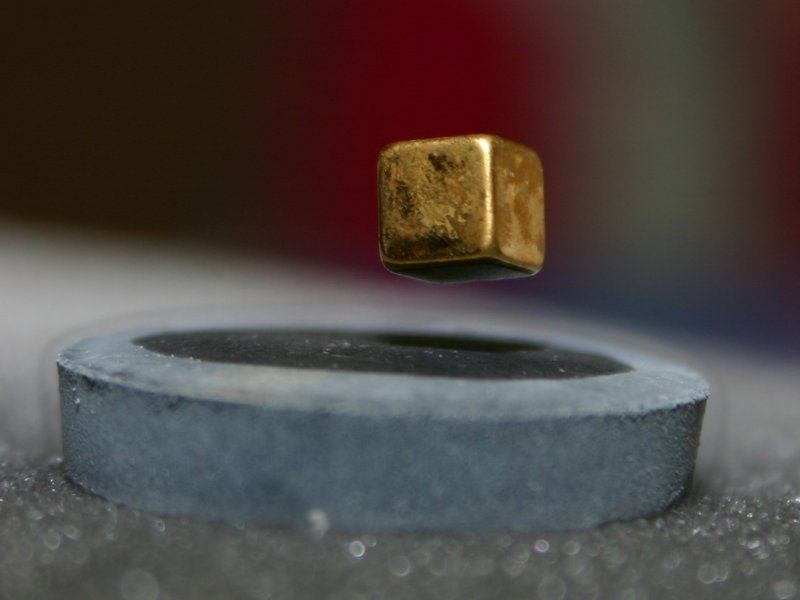
Một nam châm lơ lửng trên mặt một vật liệu siêu dẫn nhúng trong nitơ lỏng lạnh tới −200 °C,thể hiện hiệu ứng Meissner

Siêu dẫn là một hiện tượng vật lí xảy ra đối với một số vật liệu ở nhiệt độ đủ thấp và từ trường đủ nhỏ, đặc trưng bởi điện trở bằng 0 dẫn đến sự suy giảm nội từ trường (hiệu ứng Meissner). Siêu dẫn là một hiện tượng lượng tử. Trạng thái vật chất này không nên nhầm với mô hình lý tưởng dẫn điện hoàn hảo trong vật lý cổ điển, ví dụ từ thủy động lực học.
Trong chất siêu dẫn thông thường, sự siêu dẫn được tạo ra bằng cách tạo một lực hút giữa một số electron truyền dẫn nào đó nảy sinh từ việc trao đổi phonon, làm cho các electron dẫn trong chất siêu dẫn biểu hiện pha siêu lỏng tạo ra từ cặp electron tương quan. Ngoài ra còn tồn tại một lớp các vật chất, biết đến như là các chất siêu dẫn khác thường, phô bày tính chất siêu dẫn nhưng tính chất vật lý trái ngược lý thuyết của chất siêu dẫn đơn thuần. Đặc biệt, có chất siêu dẫn nhiệt độ cao có tính siêu dẫn tại nhiệt độ cao hơn lý thuyết thường biết (nhưng hiện vẫn thấp hơn nhiều so với nhiệt độ trong phòng). Hiện nay chưa có lý thuyết hoàn chỉnh về chất siêu dẫn nhiệt độ cao.

## Sự khác biệt giữa vật siêu dẫn và vật dẫn điện hoàn hảo
Từ trường bên trong vật dẫn điện hoàn hảo và vật siêu dẫn dưới tác động của môi trường ngoài ở nhiệt độ phòng và nhiệt độ thấp (nhiệt độ nhỏ hơn nhiệt độ Curie). Từ trường bị đẩy ra khỏi vật siêu dẫn ở nhiệt độ thấp không phụ thuộc vào trạng thái ban đầu của vật liệu siêu dẫn ở nhiệt độ phòng. Trạng thái của vật siêu dẫn ở nhiệt độ thấp là trạng thái không thuận nghịch.

## Lịch sử
Đối với kim loại nói chung, ở nhiệt độ rất cao thì điện dẫn xuất λ tỉ lệ với nhiệt độ T. Ở nhiệt độ thấp, λ tăng nhanh khi T giảm. Nếu kim loại hoàn toàn tinh khiết, có thể nói rằng về nguyên tắc khi T=0 thì λ tiến tới vô cực, nghĩa là điện trở kim loại dần tiến tới 0. Nếu kim loại có lẫn tạp chất thì ở nhiệt độ rất thấp (khoảng vài độ K) kim loại có điện trở dư không phụ thuộc nhiệt độ và tỉ lệ với nồng độ tạp chất. Thực tế không thể đạt tới nhiệt độ T=0 độ K và không thể có kim loại nguyên chất hoàn toàn, nên vật thể có điện trở bằng 0 chỉ là vật dẫn lý tưởng.
Năm 1911, Heike Kamerlingh Onnes làm thí nghiệm với thủy ngân nhận thấy rằng sự phụ thuộc của điện trở thủy ngân vào nhiệt độ khác hẳn sự phụ thuộc đối với kim loại khác. Khi nhiệt độ thấp, điện trở thủy ngân không phụ thuộc vào nhiệt độ nữa, chỉ phụ thuộc vào nồng độ tạp chất. Nếu tiếp tục hạ nhiệt độ xuống tới Tc=4,1 độ K, điện trở đột ngột hạ xuống 0 một cách nhảy vọt. Hiện tượng nói trên gọi là hiện tượng siêu dẫn, và Tc là nhiệt độ tới hạn.
Đến tháng 1 năm 1986 tại Zurich, hai nhà khoa học Alex Muller và Georg Bednorz tình cờ phát hiện ra một chất gốm mà các yếu tố cấu thành là: Lanthan, Đồng, Bari, Oxit kim loại. Chất gốm này trở nên siêu dẫn ở nhiệt độ 35 độ K.
Một thời gian ngắn sau, các nhà khoa học Mỹ lại phát hiện ra những chất gốm tạo thành chất siêu dẫn ở nhiệt độ tới 98 độ K.

## Ứng dụng hiện tượng siêu dẫn
- Truyền tải điện năng
- Đoàn tàu chạy trên đệm từ
- Tạo ra máy gia tốc mạnh
- Máy đo điện trường chính xác
- Cái ngắt mạch điện từ trong máy tính điện tử siêu tốc
- Máy quét MRI dùng trong y học

## Quá trình tìm kiếm, chế tạo chất siêu dẫn
Chất siêu dẫn có những đặc tính phổ biến như cản từ trường và bóp méo từ trường. Chất siêu dẫn hầu như không tồn tại các dòng chảy electron tự do, sử dụng kĩ thuật đo khe năng lượng sẽ biết được hiệu ứng siêu dẫn trên vật liệu đó. Ngoài ra, vật liệu siêu dẫn không phát ra các bức xạ nhiệt nhưng khi lượng bức xạ đủ mạnh sẽ gây giảm tính siêu dẫn mặc dù chất vẫn trong điều kiện siêu lạnh. Các đặc tính siêu dẫn đó chỉ xảy ra ở một nhiệt độ xác định, thường là nhiệt độ thấp.